# Epaphos
Epaphos var i staden Memfis grundare i grekisk mytologi. Han var son till guden Zeus och prinsessan Io av Argos. 
När Epaphos var nyfödd rövade Zeus svartsjuka hustru Hera bort honom att uppfostras bland de smideskunniga kureterna, en sorts titaner på Kreta. När Zeus erfor detta slog han ihjäl dem och återtog sin son, som sedermera blev kung i Egypten.
Han grundade, enligt mytologin, staden Memfis i Egypten som han uppkallade efter sin hustru, najaden Memphis. Med henne fick han dottern dottern Libya.